# Văn phòng Cao ủy Nhân quyền Liên Hợp Quốc
Văn phòng Cao ủy Nhân quyền Liên Hợp Quốc viết tắt là OHCHR (tiếng Anh: Office of High Commissioner for Human Rights) là một cơ quan thuộc Liên Hợp Quốc do Đại hội đồng thành lập vào ngày 20 tháng 12 năm 1993 có nhiệm vụ thúc đẩy và bảo vệ các quyền con người được bảo hộ trong Tuyên ngôn Quốc tế Nhân quyền và luật quốc tế. ngay sau Hội nghị Thế giới về Nhân quyền tổ chức tại Viên, Áo.

## Tổ chức
Đứng đầu Văn phòng là Cao ủy Nhân quyền chịu trách nhiệm phối hợp các hoạt động về nhân quyền của toàn hệ thống Liên Hợp Quốc, đồng thời giám sát Hội đồng Nhân quyền Liên Hợp Quốc.
| Nr | Tên                    | Từ nước | Nhiệm kỳ        | Ghi chú                                                        |
| -- | ---------------------- | ------- | --------------- | -------------------------------------------------------------- |
| 8. | Michelle Bachelet      | Chile   | 9/2018 – 8/2022 |                                                                |
| 7. | Zeid Ra'ad Al Hussein  | Jordan  | 9/2014 – 8/2018 | Tên còn được viết là Prince Zeid bin Ra'ad Zeid Hussein        |
| 6. | Navanethem Pillay      | Nam Phi | 9/2008 – 8/2014 | [ 3 ]                                                          |
| 5. | Louise Arbour          | Canada  | 2004–2008       | [ 4 ]                                                          |
| 4. | Bertrand Ramcharan     | Guyana  | 2003–2004       | Tạm quyền                                                      |
| 3. | Sérgio Vieira de Mello | Brazil  | 2002–2003       | Tử nạn trong vụ đánh bom Canal Hotel ở Baghdad ngày 19/08/2003 |
| 2. | Mary Robinson          | Ireland | 1997–2002       |                                                                |
| 1. | José Ayala-Lasso       | Ecuador | 1994–1997       |                                                                |

## Ngân sách
Ngân sách năm 2008 của Văn phòng Cao ủy là 120 triệu đô-la với 1000 nhân viên làm việc tại Geneva, Thụy Sĩ.

## Hoạt động
Ngày Nhân quyền được Liên Hợp Quốc ban hành trong phiên họp toàn thể lần thứ 317 ngày 4 tháng 12 năm 1950, tại Nghị quyết A/RES/423 (V), là ngày 10 tháng 12 hàng năm, cổ vũ cho các hoạt động tôn trọng nhân quyền trên toàn thế giới.